# Hernán Sandoval
Hernán René Sandoval Villatoro ( Ciudad de Guatemala, 12 de julio de 1983) es un futbolista guatemalteco que juega como delantero. Actualmente juega para el Club Deportivo San Jorge FC de la Liga Segunda División Nacional de Fútbol de No Aficionados de Guatemala.

## Trayectoria
Inició su carrera deportiva con las divisiones inferiores de Comunicaciones.
Empezó en el equipo mayor de Comunicaciones en 2004, en el 2005 se fue a préstamo al equipo de Antigua GFC de la Primera División de Guatemala.
En 2006 retorno a Comunicaciones.

## Clubes
| Club                                   | País      | Año       |
| -------------------------------------- | --------- | --------- |
| Club Social y Deportivo Comunicaciones | Guatemala | 2004      |
| Antigua GFC                            | Guatemala | 2005      |
| Club Social y Deportivo Comunicaciones | Guatemala | 2006-2012 |
| Juventud Escuintleca                   | Guatemala | 2012      |
| Xelaju Mario Camposeco                 | Guatemala | 2013      |

- Datos: Q5742497